# Tommy Mercer
Tommy Mercer (Cleveland (Ohio), 21 februari 1985) is een Amerikaans professioneel worstelaar die vooral bekend was van zijn tijd bij Total Nonstop Action Wrestling als Crimson, van 2010 tot 2013.

## Jeugd
Mercer is geboren en opgegroeid bij zijn alleenstaande moeder in Cleveland, Ohio. Hij zat op de North Ridgeville High School waar hij American football en basketbal speelde. Na zijn studie ging Mercer naar de United States Army met het doel om zijn studies te financieren. Hij stopte na 5 jaar waaronder 2 tours van Irak in de 101st Airborne Division als een onderdeel van Operation Iraqi Freedom.

## Professioneel worstelcarrière
Tussen 2009 en 2011 worstelde hij voor verscheidene kleine onafhankelijke worstelorganisaties zoals United States Wrestling Organization (2009–2010), Absolute Intense Wrestling (2009–2010) en Showtime All-Star Wrestling (2010–2011).

### Total Nonstop Action Wrestling (2010-2013)
In het najaar van 2010 worstelde hij verscheidene oefenwedstrijden van Total Nonstop Action Wrestling en in december 2010 ondertekende hij een voltijds contract met TNA. In een aflevering van TNA Impact! op 30 december 2010, maakte hij zijn debuut als Little Red waar hij de rol speelde als de jonge broer was van Amazing Red. In januari 2011 veranderde hij zijn ringnaam in Crimson. In een aflevering van Impact Wrestling op 14 november 2011, veroverde hij samen met Matt Morgan het TNA World Tag Team Championship door Mexican America (Anarquia en Hernandez) te verslaan. Op Against All Odds, op 12 februari 2012, moesten ze de titel afstaan aan Magnus en Samoa Joe. Tussendoor was hij nog steeds ongeslagen totdat hij op Slammiversary 10, op 10 juni 2012, verslagen werd door James Storm. Hij was 470 dagen ongeslagen. De volgende maanden verscheen hij sporadisch op het scherm. In augustus 2012 ging hij naar Ohio Valley Wrestling, dat ook als opleidingscentrum van TNA fungeerde, om zich te trainen tot een volwaardige profworstelaar. Hij won daar, tot nu toe, een keer het OVW Heavyweight Championship en twee keer het OVW Southern Tag Team Championship. Op 3 juli 2013 liep zijn contract met TNA af.

## In het worstelen
- Finishers
  - Mercy Kill (Onafhankelijke circuit) / Red Alert (TNA)
  - Red Sky

- Signature moves
  - Double underhook DDT
  - Exploder suplex
  - Spear

- Bijnamen
  - "No Mercy" (Onafhankelijke circuit)
  - "General" (OVW)
  - "Red Baron of Ruthless Reconnaissance" (OVW)

- Opkomstnummers
  - "Not a Stranger to the Danger" van Dale Oliver (TNA)
  - "The Way of the Ring" van Dale Oliver (TNA; gebruikte toen hij een team vormde met Matt Morgan)

## Prestaties
- NWA Main Event
  - NWA Mid-American Television Championship (1 keer, huidig)

- Ohio Valley Wrestling
  - OVW Heavyweight Championship (1 keer)
  - OVW Southern Tag Team Championship (2 keer: met Jason Wayne)
  - Nightmare Rumble (2012)

- Total Nonstop Action Wrestling
  - TNA World Tag Team Championship (1 keer: met Matt Morgan)

- United States Wrestling Organization
  - ATL Southern Championship (1 keer)

- Wrestling Observer Newsletter
  - Most Overrated (2011)